# Deuteronomos carpinaria
Deuteronomos carpinaria är en fjärilsart som beskrevs av Adrian Hardy Haworth 1809. Deuteronomos carpinaria ingår i släktet Deuteronomos och familjen mätare. Inga underarter finns listade i Catalogue of Life.